# بالتازار ماريا دي مورايس
بالتازار ماريا دي مورايس (بالبرتغالية: Baltazar Maria de Morais Júnior‏) ((باللاتينية: Baltazar Maria de Morais Júnior)) (ولد 17 يوليو 1959) هو لاعب كرة قدم برازيلي سابق، شارك في كوبا أمريكا 1989.

## روابط خارجية
1. ↑  "معلومات عن بالتازار ماريا دي مورايس على موقع foradejogo.net". foradejogo.net. مؤرشف من الأصل في 2016-03-04.
2. ↑  "معلومات عن بالتازار ماريا دي مورايس على موقع national-football-teams.com". national-football-teams.com. مؤرشف من الأصل في 2020-03-10.
3. ↑  "معلومات عن بالتازار ماريا دي مورايس على موقع data.j-league.or.jp". data.j-league.or.jp. مؤرشف من الأصل في 2019-12-13.

- SambaFoot profile
- بالتازار ماريا دي مورايس على موقع رابطة كرة القدم اليابانية للمحترفين (اليابانية)
- بالتازار ماريا دي مورايس على موقع قاعدة بيانات كرة القدم.إي يو (الإنجليزية)
- بالتازار ماريا دي مورايس على موقع ناشيونال فوتبول تيمز (الإنجليزية)
- بالتازار ماريا دي مورايس على موقع عالم كرة القدم.نت (الإنجليزية)